# William Willard
Pour les articles homonymes, voir Willard.
William Willard (1er novembre 1809 - 15 février 1881) est le fondateur de l'école pour sourds Willard School à Indianapolis, aux États-Unis, qui est devenue en 1911 l'Indiana School for the Deaf.

## Biographie
William est né le 1er novembre 1809 à Brattleboro, dans le Vermont. Il a grandi à Rockingham, dans le Vermont, et a étudié à l'École américaine pour les sourds de Hartford dans le Connecticut. Au cours de sa scolarité, il a été disciple du célèbre Laurent Clerc. À la fin de ses études, il a enseigné dans l'école Ohio School for the Deaf de Columbus, dans l'Ohio. Il y rencontra Eliza Young, qui était aussi sourde et enseignante, et l'épousa. 
En mai 1843, ils se sont rendus à Indianapolis, dans l'Indiana, et William a proposé la création d'une école pour les sourds. L'Assemblée générale de l'État a accepté le 30 mai le projet de fondation de l'école Willard School.
William et Eliza ont alors voyagé à cheval à travers l'État pour recruter de potentiels élèves sourds pour leur future école. Le 1er octobre 1843, le jour de l'ouverture de l'école, la Willard School comptait douze élèves et deux enseignants, William et sa femme Eliza. En janvier 1846, Indiana a adopté une loi reconnaissant à l'école comme une institution de l'État, dont William est devenu le directeur. La Willard School est alors devenue la sixième école publique pour les sourds, et la première à fournir une éducation gratuite à tous ses élèves sourds et malentendants.